# John Haring
John Haring (* 28. September 1739 in Tappan, Rockland County, Provinz New York; † 1. April 1809 in Blauvelt, New York) war ein US-amerikanischer Politiker. Im Jahr 1774 sowie zwischen 1785 und 1787 war er Delegierter für New York im Kontinentalkongress.

## Werdegang
John Haring entstammte einer in New York sehr bekannten Familie mit holländischen Wurzeln. Er besuchte die öffentlichen Schulen seiner Heimat. Nach einem anschließenden Jurastudium in New York City und seiner Zulassung als Rechtsanwalt begann er sowohl in New York City als auch in seinem Heimatort in diesem Beruf zu arbeiten. In den Jahren 1774 und 1775 sowie zwischen 1778 und 1788 war er Bezirksrichter. In den 1770er Jahren schloss er sich der Revolutionsbewegung an. Er wurde Mitglied einiger revolutionärer Gremien seiner Heimat und im New York Provincial Congress. Dort war er zeitweise als President Pro Tempore dessen amtierender Vorsitzender. Zwischen 1781 und 1789 saß Haring im Senat von New York. In den Jahren 1774 und 1775 sowie von 1785 bis 1787 vertrat er diesen Staat im Kontinentalkongress. 1788 war er auch Mitglied der Versammlung, die die Verfassung der Vereinigten Staaten für New York ratifizierte. Haring stimmte aber gegen deren Annahme, weil er sowohl die Rechte der Einzelstaaten als auch die persönlichen Rechte als nicht genügend berücksichtigt betrachtete.
Zwischen 1794 und 1804 lebte John Haring im Bergen County in New Jersey. In den Jahren 1795 und 1796 gehörte er dem dortigen Staatsparlament an. 1804 kehrte er nach Tappan zurück. Inzwischen hatte er sich Präsident Thomas Jefferson und dessen Demokratisch-Republikanischer Partei angeschlossen. Bei den Präsidentschaftswahlen des Jahres 1804 war er einer der Wahlmänner, die Jefferson offiziell in seine zweite Amtszeit als Präsident wählten. 1806 wurde John Haring in die New York State Assembly gewählt. Er starb am 1. April 1809 in Blauvelt.